# Sean Connery
Thomas Sean Connery, född 25 augusti 1930 i Edinburgh, Skottland, död 31 oktober 2020 i Lyford Cay på New Providence Island i Bahamas, var en brittisk (skotsk) skådespelare och producent.
Connery var den första att porträttera den fiktiva brittiska hemliga agenten James Bond och gjorde så sju gånger mellan 1962 och 1983. Han hade sedan en svår och nästintill hatisk inställning mot karaktären och gjorde alla möjliga roller för att distansera sig. Connerys övriga samarbeten inkluderar filmer med Alfred Hitchcock och Sidney Lumet så som Marnie (1964), Kullen (1965), Övergreppet (1973) och Mordet på Orientexpressen (1974). Bland Sean Connerys övriga filmer märks Mannen som ville bli kung (1975), Robin Hood – äventyrens man (1976), En bro för mycket (1977), Time Bandits (1981), Rosens namn (1986), Highlander (1986), De omutbara (1987), Indiana Jones och det sista korståget (1989), Jakten på Röd Oktober (1990), The Rock (1996) och Vem är Forrester? (2000). Efter att ha tackat nej till flera stora roller i slutet av 1990-talet blev hans sista film The League (2003) innan han pensionerade sig från skådespelandet. Connery belönades med en Oscar och en Golden Globe för sin insats i De omutbara och en BAFTA för Rosens namn.

## Biografi

### Uppväxt
Sean Connery föddes på sjukhuset Royal Maternity i Edinburgh och växte upp på No. 176 Fountainbridge, ett kvarter i Edinburgh som sedan dess har rivits. Hans mor Euphemia McBain "Effie" McLean (1908–1985), döpt efter sin farmor Euphemia McBain var en städerska och härstammade från Ceres i Skottland. Hans far, Joseph Connery (1902–1972) var en fabriksarbetare och lastbilschaufför. Connery i sin tur, döptes efter sin farfar. Connerys farfars far James Connery var irländsk pavee och emigrerade från Wexford i Irland. Resten av Connerys familj har ett långt arv i Skottland där hans farfarsföräldrar var urfolk och pratade skotsk gaeliska och härstammade från Fife och Uig på Isle of Skye.

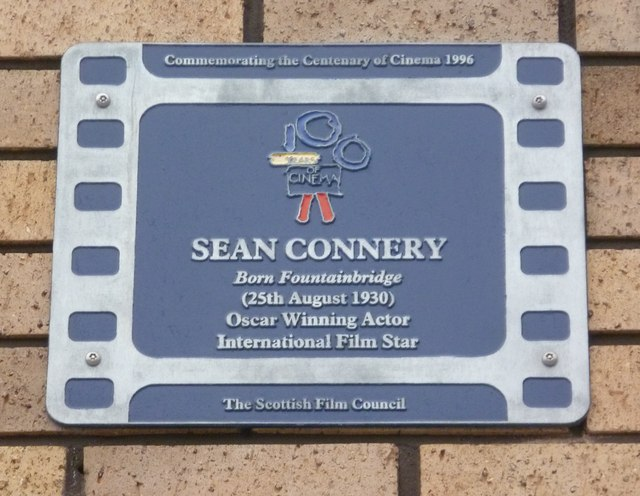
Sean Connery plakett nära hans barndomshem i området Fountainbridge i Edinburgh.

Connerys far var romersk katolik och hans mor var protestant. Han hade en yngre bror som hette Neil. Connery var liten till växten som barn men runt 12-årsåldern växte han oerhört snabbt och nådde sin fulla längd på 188 cm som 18-åring. Han fick smeknamnet "Big Tam" under sina tonår och har sagt att han förlorade sin oskuld som fjortonåring till en kvinna i militäruniform. När hans barndomsvän Séamus och Connery umgicks tyckte deras kompisar det var roligt att kalla Connery för Sean istället för hans tilltalsnamn Thomas eftersom namnen lät så lika. Sen dess föredrog Connery sitt mellannamn Sean. Connerys första jobb var som mjölkbud i Edinburgh. På grund av jobbet kunde han namnet på alla gator vilket imponerade på taxichaufförer i staden så sent som 2009.

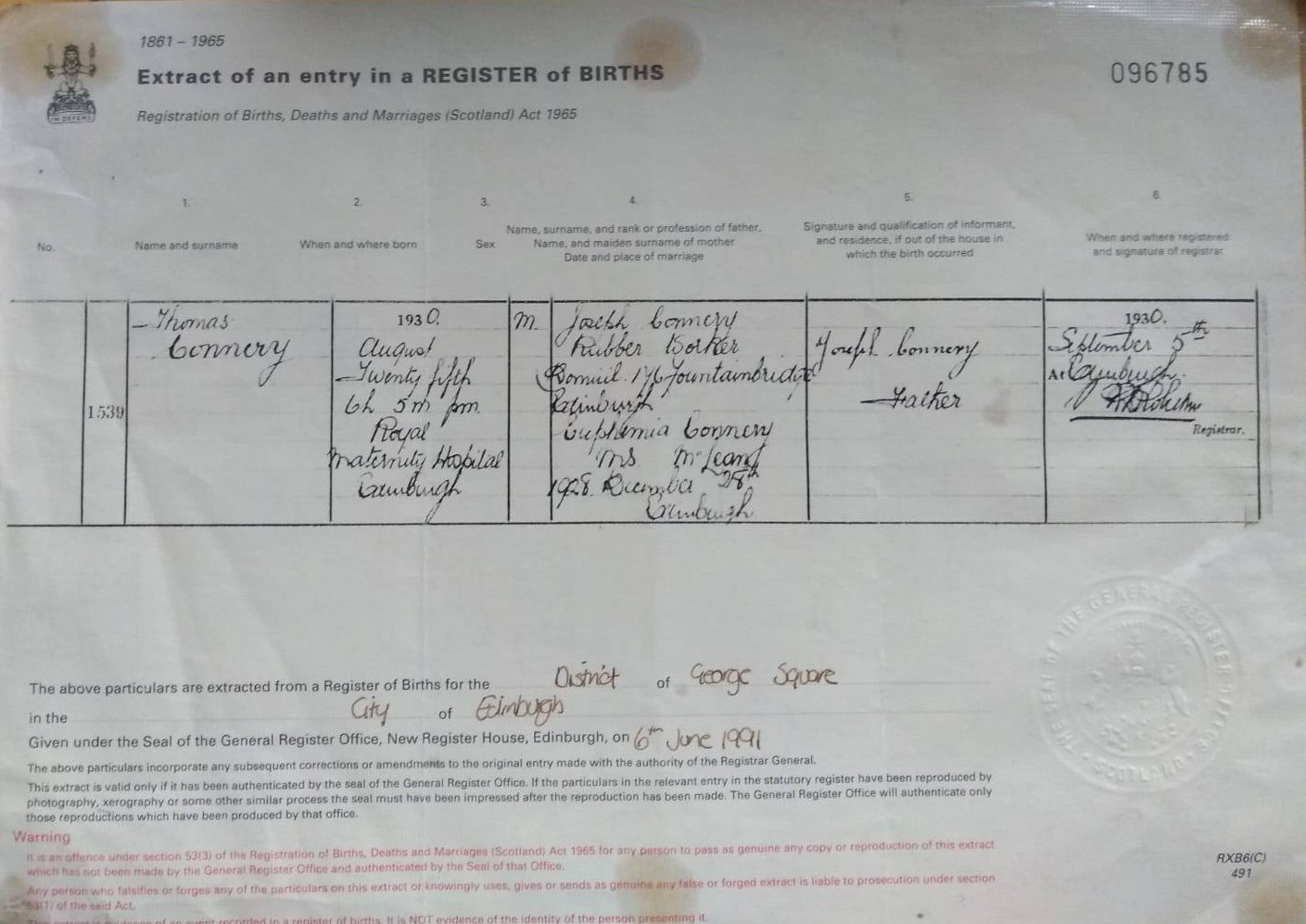
Sean Connerys födelseattest.

När Connery var 16 år gammal, 1946, tog han värvning i den brittiska flottan. Han genomförde sin grundträning i Portsmouth som luftvärnsskytt och blev sedan tilldelad att tjänstgöra som matros på hangarfartyget HMS Formidable. Han blev utskriven som 19-åring av medicinska skäl då han utvecklat duodenalsår (magsår), något som drabbat de flesta män i hans släkt. Under sin militärtjänstgöring skaffade han två tatueringar, en med texten "Mum and dad" på och en med texten "Scotland Forever".
Connery återvände efter sin militärtjänstgöring till Edinburgh och sin gamla arbetsplats men blev istället lastbilschaufför. Han tog också jobb som livvakt på ett utomhusbad, fabriksarbetare, modell på Edinburgh College of Art och kistpolerare. Under sin militärtjänstgöring började Connery också med kroppsbyggning och tävlade i Mr. Universum där han hamnade på en tredje plats i ungdomsklassen. Det finns olika källor på vilket år det var men den vanligaste hänvisningen är 1953. Connery blev snabbt avskräckt från att tävla när amerikanare vann över honom bara för de hade större muskler och vägrade, till skillnad från Connery göra andra aktiviteter som konditionsträning för att inte minska muskelmassan.

### Tidiga teaterroller
Connery var i sina yngre dagar en aktiv fotbollsspelare i laget Bonnyrigg Rose. När han var på turné med teaterproduktionen South Pacific (1952-1953) blev han utsedd för att provspela för East Fife FC. På matchen närvarade Matt Busby som då var tränare för Manchester United och erbjöd Connery en plats i laget. Men då han var 23 år gammal och precis blivit intresserad av teater så avböjde han även om han var frestad. "En fotbollsspelare är över kullen vid 30 så jag beslöt mig för att bli skådespelare och det visade sig vara ett av mina smartaste drag." sade han i en intervju.
Connery hade börjat arbeta på King's Theatre i Edinburgh 1951 för att hjälpa till i kulisserna och för att dryga ut sin kassa, men det var genom motståndare i en kroppsbyggartävling han hörde talats om att det hölls provspelningar för musikalen South Pacific där han fick en mindre roll i kören. Under tiden musikalen var ute på turné fick han större och större roller vilket ledde till att han snart hade en av de större birollerna samtidigt som han var inhoppare för två huvudroller. Med det höjdes hans lön från 12 pund i veckan till 14 pund. Uppsättningen var så populär att den återkom redan året därpå (1953) och då hade Connery en av huvudrollerna. När musikalen var på besök i hans hemstad hamnade han i trubbel hos det mest våldsamma gänget i staden, Valdor-gänget, då han hindrade dem från att stjäla hans jacka. En kväll ska han ha blivit förföljd av sex gängmedlemmar och Connery lyfte upp två av dem och slog ihop deras huvuden. Sedan dess lämnade de honom i fred och Connery fick rykte om sig att vara en "tuff man".
Musikalen återuppstod igen under julen 1954 i Manchester. På en efterfest träffade han Michael Caine för första gången och de båda skulle bli nära vänner senare. Han träffade också skådespelaren Robert Henderson som inspirerade honom till att satsa på teatern och utökade hans intresse genom att låna ut sina upplagor av flera pjäser av Henrik Ibsen som Hedda Gabler, Vildanden och När vi döda vaknar. Henderson uppmanade också honom att ta retoriklektioner och ordnade roller åt honom i London. Han hade också redan ordnat sin första filmroll som statist i Blixtrande kär (1954) bredvid Errol Flynn och Anna Neagle. Även om Connery hade betalda skådespelararbeten så hade han det tufft att få ihop allt ekonomiskt och tvingades bli barnvakt åt journalisten Peter Noble och hans fru skådespelaren Marianne Stones barn. I deras sällskap träffade han Hollywoodskådepelaren Shelley Winters som spenderade många pubkvällar med Connery och hans bror. Under denna tidpunkt bodde han hemma hos programledaren Llew Gardner. Henderson skulle fortsätta ordna teaterroller åt honom som i en uppsättning av Åklagarens vittne som gav Connery 6 pund i veckan. Där stiftade han också bekantskap med den skotska skådespelaren Ian Bannen. Han skulle också få en roll i en uppsättning av Backanterna i Oxford.

### Tidig filmkarriär

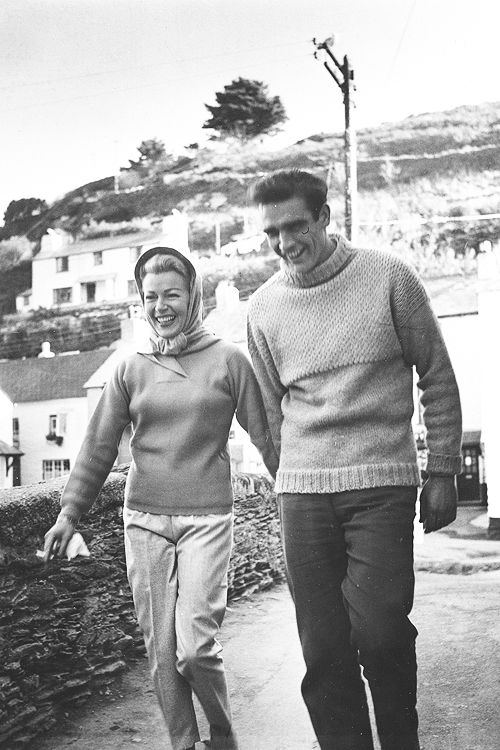
Connery tillsammans med Lana Turner på inspelningen av Kärlek och fruktan 1957.

Connery blev under sin tid på teatern i Oxford upptäckt av den kanadensiska regissören Alvin Rakoff som gav honom flera roller i TV-filmen The Condemned (1956). Filmen spelades in i Dover och samma år syntes han också i ett avsnitt av polisserien Dixon of Dock Green som sändes på BBC. Han var också med i ett avsnitt av Sailor of Fortune. 1957 ingick Connery ett samarbete med agenten Richard Hatton som ordnade hans första talroll i filmen Utan återvändo där han spelade gangstern "Spike" som hade talsvårigheter. Samma år hade Rakoff inte kommit överens med skådespelaren Jack Palance och tänkte därför på Connery som ersättare och gav honom en chans till en av huvudrollerna i BBC-filmen Requiem for a Heavyweight. Han syntes samma år även i mindre roller i Rattens desperados, Kamp för livet och den dåligt mottagna actionfilmen Öster om Otranto.
Connery hade en större roll i Kärlek och fruktan (1958) som den brittiske reportern Mark Trevor som hamnar i en kärleksaffär. Han syntes bredvid Lana Turner och Barry Sullivan. Under inspelningen var Turners pojkvän, gangstern Johnny Stompanato på besök och misstänkte att hon hade en affär med Connery eftersom de hade synts på restauranger och West End-shower tillsammans. Stompanato ska ha stormat in på inspelningen med en pistol riktad mot Connery, som avväpnade Stompanato och slog ned honom. Stompanato blev eskorterad ifrån inspelningen och flög hem till USA. Connery har sagt att han var tvungen att ligga lågt efter händelsen då han hade mottagit hot från folk kopplade till Stompanatos chef, Mickey Cohen.
Connery skulle få stor uppmärksamhet när han medverkade i en av huvudrollerna i Disneyfilmen Darby O'Gill och småfolket (1959) tillsammans med Albert Sharpe, Janet Munro, and Jimmy O'Dea. Filmen som var en saga om en slug irländare som har en förnuftig kamp med pysslingar fick stort beröm för skådespelarinsatserna i The New York Times men där Connery bara benämnes som "enbart lång, mörk, och snygg." Han skulle sedan få framträdande roller i Rudolph Cartiers BBC-filmer Adventure Story och Anna Karenina som båda visades 1961. I den sistnämnda spelade han tillsammans med Claire Bloom. 1961 spelade han också titelrollen i en TV-films version av Macbeth bredvid den australiske skådespelaren Zoe Caldwell som Lady Macbeth. Kritikerna var eniga om att Connery var "fängslande".

### Bond, James Bond
Connery fick sitt genombrott med rollen som den brittiska hemliga agenten James Bond i Agent 007 med rätt att döda (1962) och ytterligare 6 uppföljare. Han var först tvekande till att ge sig in i en filmserie, men förstod också om det blev en framgångsrik filmserie, skulle det ge hans filmkarriär rejäla förmåner. Det var till stora delar tack vare Dana Broccoli, hustru till producenten Albert R. Broccoli, att valet föll på Connery som övertalade sin make att han var rätt man. Författaren till böckerna om James Bond, Ian Fleming var till en början tveksam till valet av Connery och har sagt: "Han är inte vad jag tänkte mig om James Bonds utseende. Jag letade efter kommendör Bond och inte en övervuxen stunt man." Han tyckte också Connery var oraffinerad som muskulös skotte på 188 cm. Flemings flickvän Blanche Blackwell sa åt honom att Connery har en behövlig sexuel karisma och efter att han sett Agent 007 med rätt att döda ändrade han sig. Han var så imponerad av Connerys insats att han skrev in Connerys arv i karaktären. I romanen Man lever bara två gånger från 1964 skrev Flemming att Bonds far är från Glencoe i det skotska höglandet.

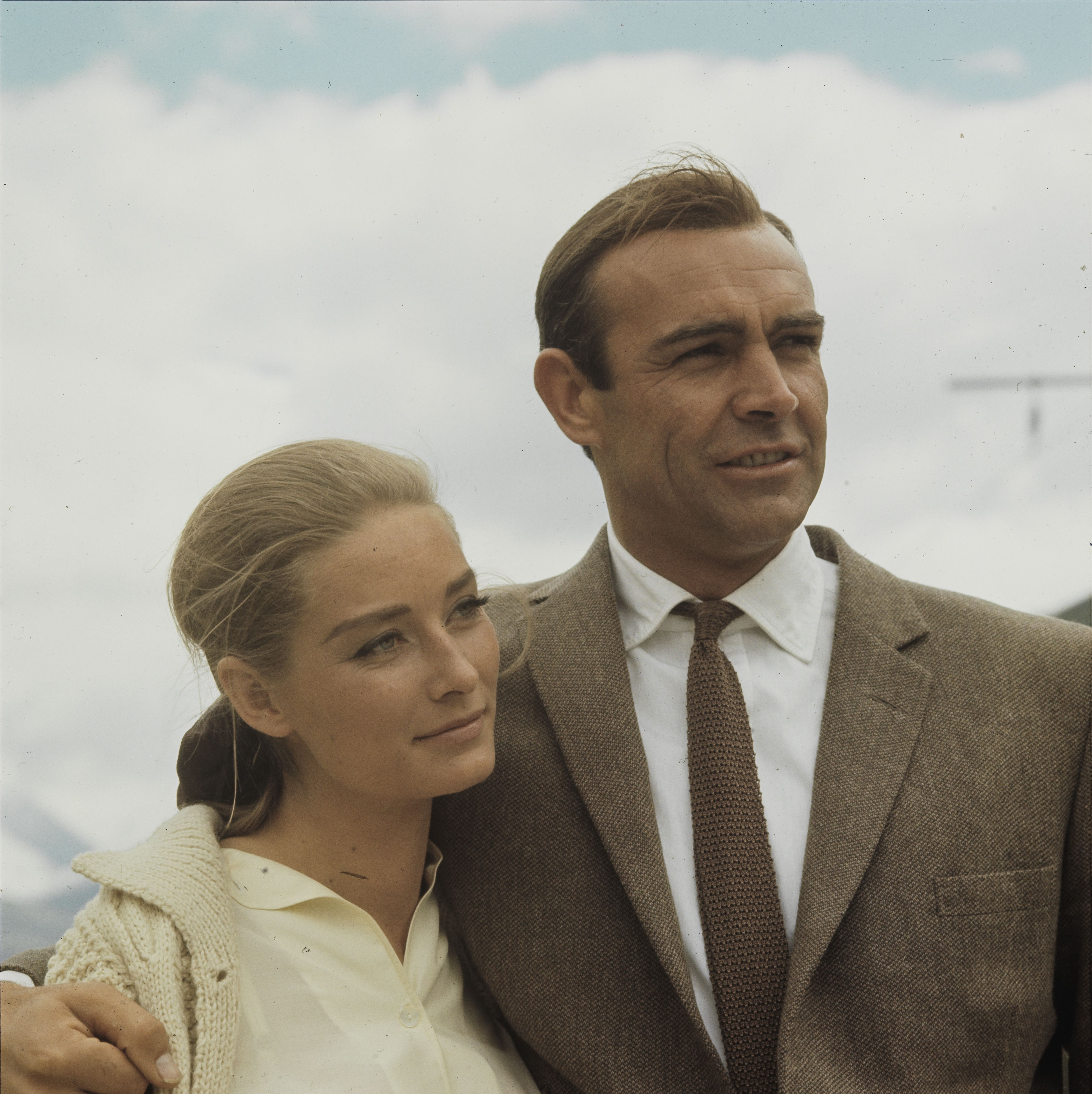
Connery som Bond tillsammans med Tania Mallet under inspelningen av Goldfinger, 1964.

Connerys tolkning av Bond var till stora delar framarbetad under regissören Terence Youngs handledning som fick fram Connerys charm och närvaro. Lois Maxwell som spelade Miss Moneypenny har berättat: "Terence tog Sean under sina vingar. Han tog ut honom på middag, visade honom hur man går, hur man pratar och även hur man äter". Handledningen gav resultat och efter att Agent 007 med rätt att döda haft premiär fick Connery tusentals brev i veckan och blev en sexsymbol. Alla filmer som Connery medverkade i som James Bond blev kommersiella succéer. Karaktären blev också, som porträtterad av Connery utvald som den tredje bästa hjälten i filmhistorien av American Film Institute. Redan efter första filmen blev citatet "Bond... James Bond" en catch phrase och inskriven i lexikon om populärkultur. Filmkritikern Peter Bradshaw skrev: "Det är det absolut kändaste presentationen från någon karaktär i filmhistorien. Tre coola stavelser, efternamnet först, lite kortfattat som en brittisk kommendör i flottan bör. Och sen, något eftertänksamt, förnamnet, följt av efternamnet igen. Connery bar det på ett iskall föraktfullt sätt, i full kvällskostym med en cigarett hängandes i läppen. Presentationen var en form av utmaning, eller förförelse, ständigt adresserat till en fiende. På 60-talet var Connerys James Bond så farligt och sexigt det kunde bli på skärmen."
Connery följde upp Agent 007 med rätt att döda redan året efter med Agent 007 ser rött. Den tredje filmen Goldfinger följde redan 1964. Han tröttnade snabbt på rollen som Bond och stressen som en franchise innebar. "Jag är trött upp över öronen på hela Bond-grejen" och "Jag har alltid hatat den förbannade James Bond. Jag skulle vilja döda honom!" sade han. Michael Caine har vittnat om Connerys irritation: "Om du var hans vän under dessa dagar så tog du inte upp ämnet Bond. Han var, och är, en mycket bättre skådespelare än att bara hålla sig till James Bond, men han blev synonym med Bond. Han gick ner längs gatan och folk sade 'Titta, där är James Bond!' Det var särskilt upprörande för honom".

### Skakad av Bond, men inte rörd

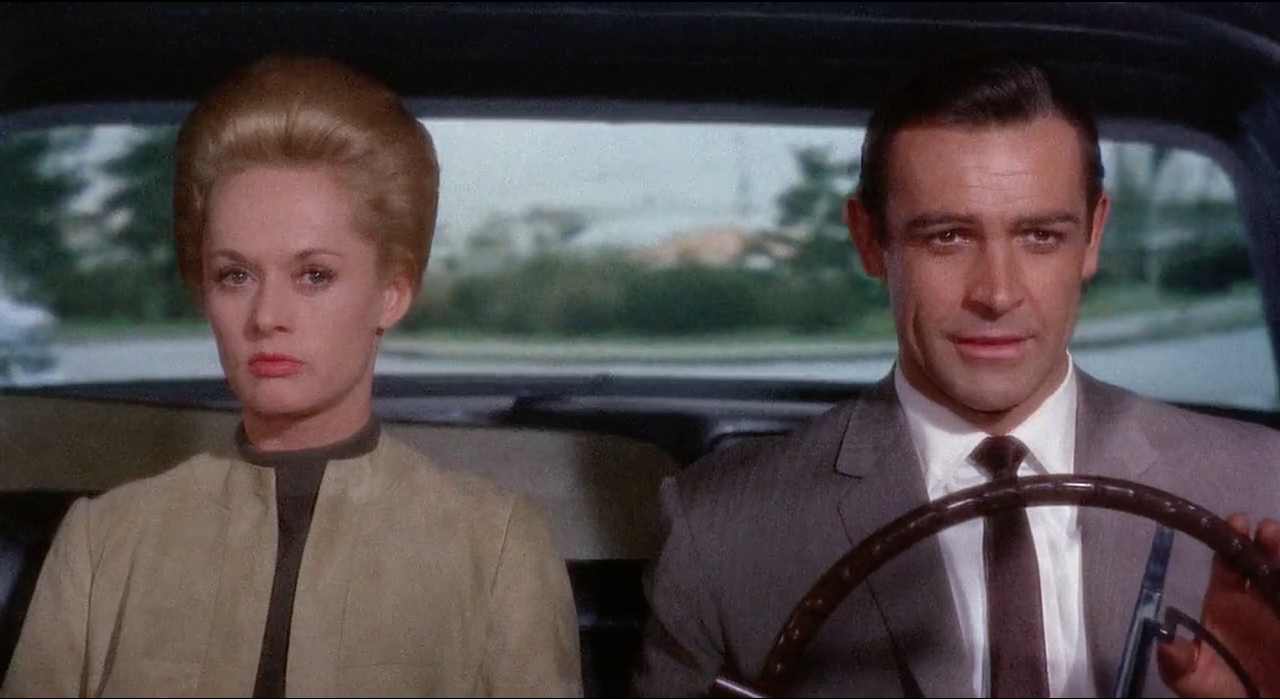
Tippi Hedren och Sean Connery i Marnie (1964).

Connery syntes 1964 även i Alfred Hitchcocks psykologiska thriller Marnie tillsammans med Tippi Hedren. När producentbolaget för James Bond, Eon, frågade Connery vad han ville göra för film i väntan på nästa Bond så svarade han att han ville arbeta med Hitchcock vilket Eon arrangerade. Connery chockade också sina medarbetare när han ville se manuset innan han tackade ja, för han ville undvika att bli typecastad som spion. Han ville inte heller medverka i en variant av I sista minuten (1959) eller Notorious! (1946). Hitchcocks agent sa åt Connery att inte ens Cary Grant ber Hitchcock om att få se manus. Connery svarade: "Jag är inte Cary Grant". Connery och Hitchcock kom bra överens under hela arbetet och Connery var nöjd med filmen, med somliga reservationer. Han fick också arbeta med regissören Sidney Lumet i fängelsedramat Kullen (1965) och han var även där noggrann om att karaktären inte påminde om Bond. Även om han utnyttjade sitt kändisskap som Bond för att få rollen. Filmen blev ingen finansiell framgång men skulle bli kritikerrosad och få premiär på Cannes filmfestival där den vann i kategorin Bästa manus. Filmkritikern Peter Bradshaw tyckte de två filmerna Marnie och Kullen var Connerys bästa under 1960-talet.
Connery repriserade även sin roll som James Bond 1965 i Åskbollen. Under inspelningen av scenen med hajar i skurken Emilio Largos pool var Connerys liv i fara då ett plexiglas som skyddade honom från de livslevande hajarna sprack. Connery lyckades fly undan hajen. Under månaderna han spelade in filmen diskuterade han en annan roll med producenten Jerome Hellman i komedidramat En skön galenskap (1966). Hellman hade rest till Bahamas där Åskbollen spelades in. Connery ville egentligen inte återvända till Bond efter inspelningen av Åskbollen men för en stor löneökning och övertalning från Broccoli återvände han till rollen i Man lever bara två gånger (1967). Man annonserade också att det var Connerys sista film som Bond. Under mitten av 1960-talet spelade Connery mycket golf med industrimagnaten Iain Maxwell Stewart vilket ledde till att Connery fick regissera och vara presentatör i dokumentärfilmen The Bowler and the Bunnet (1967) som handlade om Fairfield Experimenten och nya vägar för industrin. Connery tackade snabbt ja till att medverka i westernfilmen Shalako (1968) då han varit fascinerad av westerns sedan barnsben. Hans popularitet som Bond gjorde att producenterna erbjöd honom en miljon dollar samt procent på intäkterna för filmen.

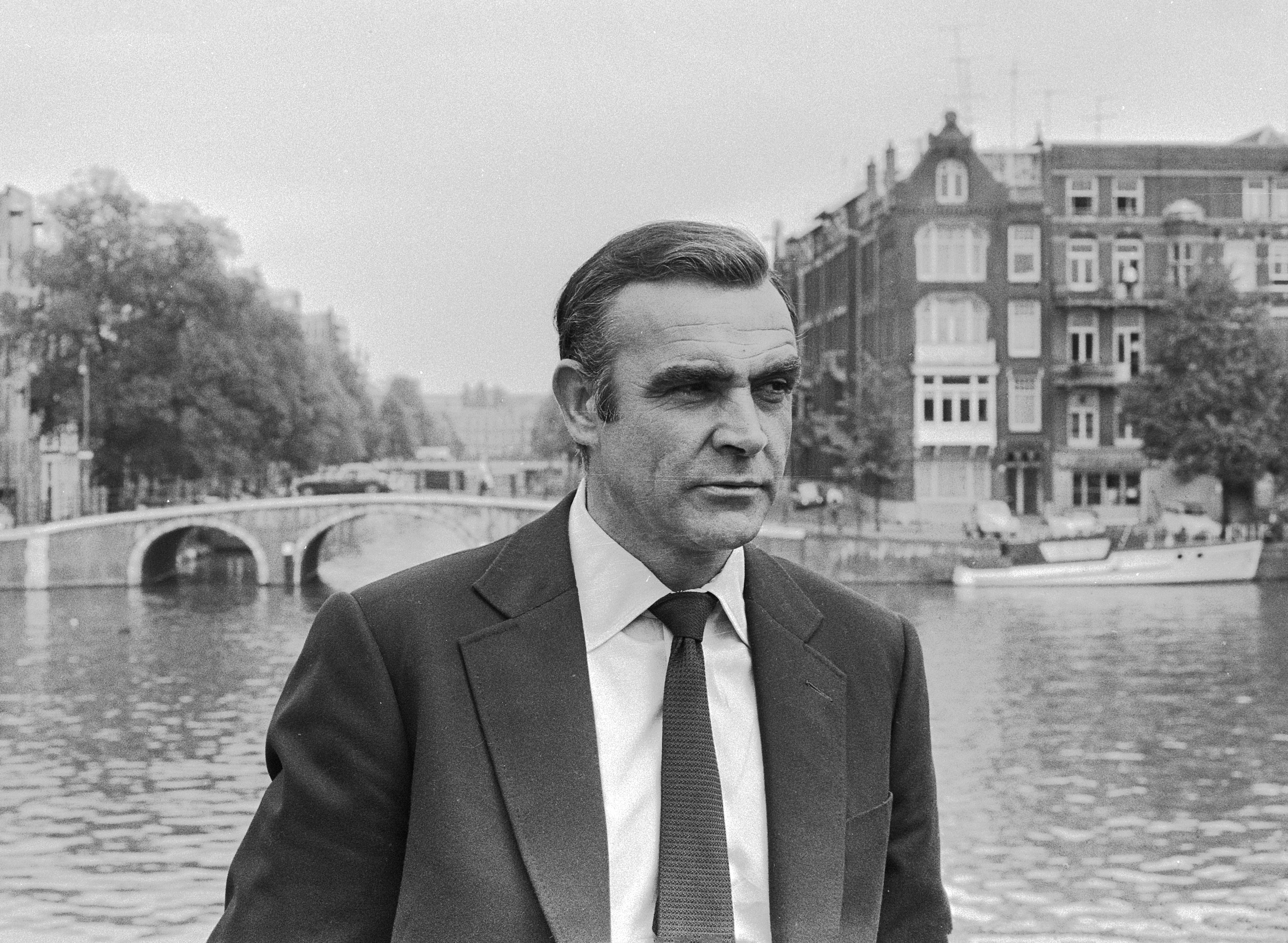
Sean Connery under inspelningen av Diamantfeber i Amsterdam 31 juli 1971.

Connery porträtterade Jack Kehoe, ledaren för en hemlig gruvarbetarorganisation som kämpar mot att bli exploaterade i Helvetets förgård (1970) och den norska polarupptäckaren Dr. Roald Amundsen i Det röda tältet (1969). Han återförenades med Sidney Lumet i Bandet (1971). Efter att ha ersatts av George Lazenby som spelade Bond i I hennes majestäts hemliga tjänst (1969) för att sedan hoppa av igen, gick Connery med på att spela Bond en gång till i Diamantfeber (1971). För att komma tillbaka som Bond fick Connery en rekordsumma på 1,25 miljoner dollar och filmbolaget United Artists finansierade två filmer som Connery fick välja, varav den första var Övergreppet (1973) där han anlitade Sidney Lumet som regissör. Den andra skulle vara en filmatisering av Macbeth med bara skotska skådespelare, men projektet ebbade ut när man fick reda på att Roman Polanski höll på att filma en version han också. Efter att ha spelat Bond sex gånger var hans popularitet så stor att han delade priset Golden Globe Henrietta Award tillsammans med Charles Bronson för "World Film Favorite – Man" 1972.

### Etablerad karriär

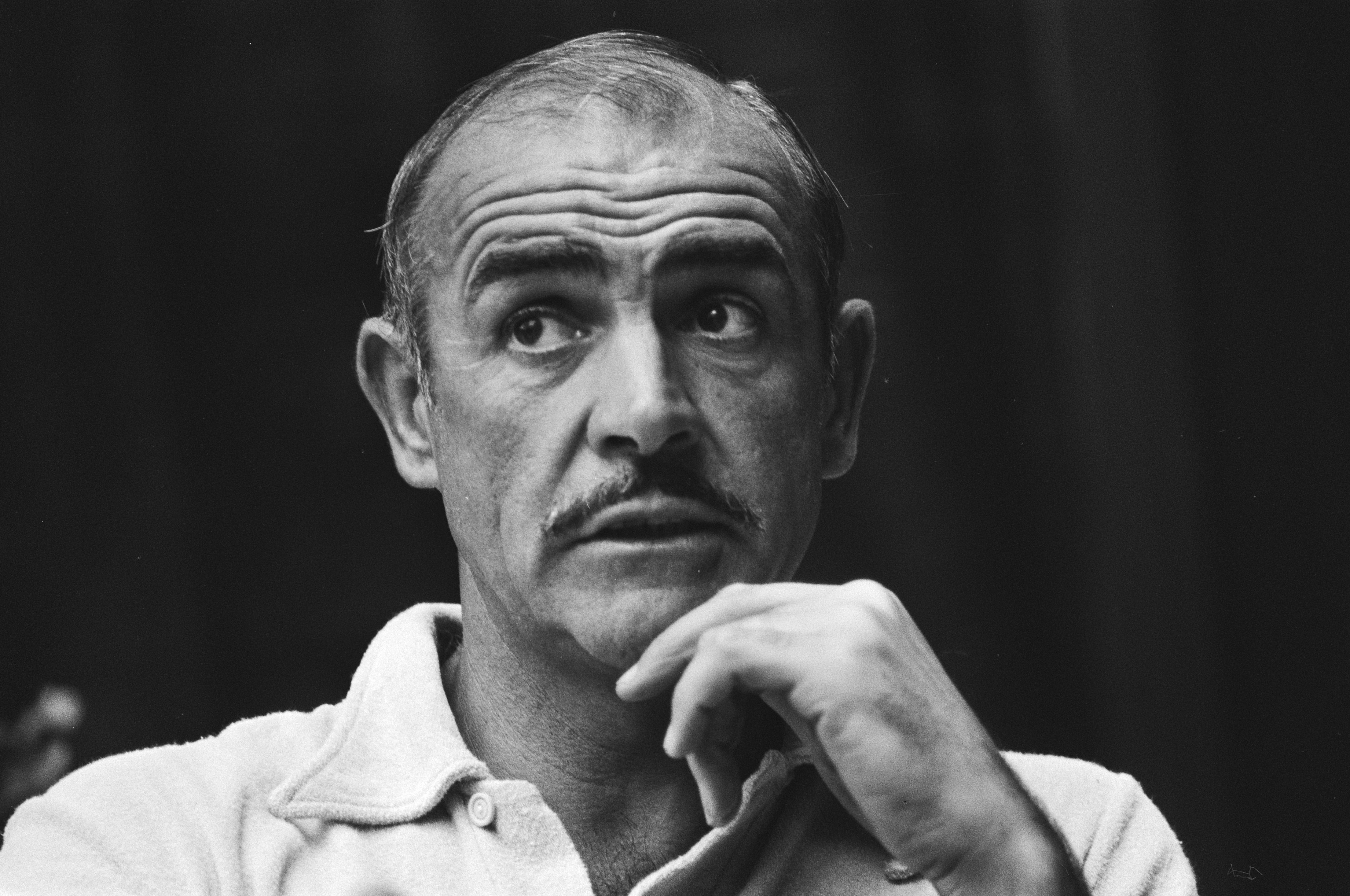
Sean Connery 1975.

Connery kände sig smickrad inför sin roll i Mordet på Orientexpressen (1974) då regissören Sidney Lumet kom till honom först. Han sade till Connery att om man får med sig den största stjärnan så kommer de andra följa efter. Samma år ersatte han en sjuk Burt Reynolds i sciencefiction filmen Zardoz. Desperat om att återuppfinna sig själv efter James Bond syntes han där i en illröd mankini, en mycket avslöjande kostym som startade kontroverser för dess omanliga och "o-Bondiga" utseende. Filmen beskrivs ofta som "den konstigaste och den sämsta filmen någonsin" och blev brutalt sågad. Den har dock med åren blivit en kultfilm. Connery medverkade tillsammans med sin vän Michael Cain i Mannen som ville bli kung (1975) regisserad av John Huston. De spelade två före detta brittiska soldater som bestämmer sig för att bli kungar i Kafiristan och de båda skådespelarna betraktar den som favoriter bland de filmer de medverkat i. De båda blev kritikerrosade för sina framträdanden. Connery porträtterade samma år den marockansk berberiska rebellen Ahmed ben Mohammed el-Raisuli i Vinden och lejonet tillsammans med Candice Bergen.

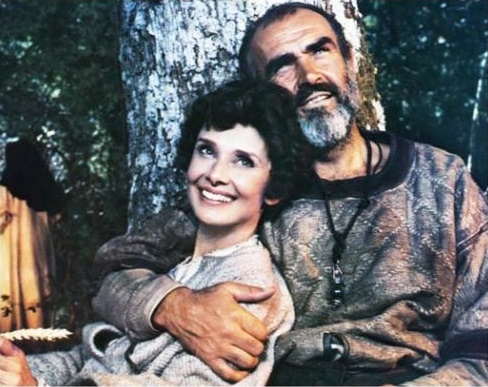
Audrey Hepburn och Sean Connery i Robin Hood – äventyrens man (1976).

Connery hade rollen som Robin Hood i Robin Hood – äventyrens man (1976) där han syntes bredvid Audrey Hepburn som spelade Marion. Skådespelarparet blev hyllade av kritiker medan handlingen blev något åsidosatt. Filmkritikern Roger Ebert skrev: "Connery och Hepburn verkar ha en teknisk underförståelse mellan varandra om deras karaktärer. De glänser. De verkar verkligen vara kära. Connery skulle sedan medverka bredvid Dirk Bogarde och Laurence Olivier som en general i Richard Attenboroughs krigsfilm En bro för mycket (1977). Trots ljumna recensioner skulle den vinna flera priser och bli årets sjätte mest sedda film. Connery skulle bli hyllad av filmkritikern Roger Ebert än en gång men nu för rollen i Det stora tågrånet (1978) och tyckte att Connery stack ut: "Connery är en av de bästa lättsamma komikerna i filmen, och har varit sedan de där dagarna för länge sen då han var James Bond." Han skulle dock följa upp filmen med ytterligare en brutalt sågad science fiction film med Meteor (1979), filmen blev ett så pass stort finansiellt misslyckande att porduktionsbolaget American International Pictures blev tvunget att säljas i efterdyningarna. Även filmen Cuba, som släpptes samma år blev sågad.
Connery skulle inleda 1980-talet i ytterligare en sciencefiction film, men denna gång blev den positivt mottagen av kritiker. Outland (1981) var en westernfilm som utspelade sig på en av Jupiters månar och Connery spelade sheriffen. Han porträtterade samma år den mytologiska kungen Agamemnon i regissören Terry Gilliams fantasy äventyr Time Bandits (1981). Att Connery fick rollen började som ett skämt av Gilliams gamla Monty Python kollega Michael Palin som hade skrivit in i manuset: "Han tar av sig hjälmen och avslöjar att han är ingen mindre än Sean Connery eller en skådespelare med liknande men billigare betydelse". En av producenterna visade manuset för Connery på golfbanan som, ett stort Monty Python fan, tackade ja till rollen direkt för en symbolisk summa och en liten del på filmens vinst. Connery skulle vid denna tidpunk också spela rollen som Daddy Warbucks i filmatiseringen av musikalen Annie (1982) och hade börjat ta sånglektioner innan han bestämde sig för att hoppa av.

### Återkomst till Bond
Connery medverkade 1982 i de två sågade och kommersiellt misslyckade filmerna Fem dagar en sommar och En sekund före noll. Filmkritikern Vincent Canby på The New York Times skrev om Connerys insats i den sistnämnda: "Det är hans första osäkra roll i en annars så exemplarisk karriär. Efter 12 års frånvaro återvände Connery till att spela James Bond i en nyinspelning av Åskbollen (1965) nu döpt till Never Say Never Again (1983), en titel hans fru Micheline föreslog efter att Connery hade sagt att han "aldrig mer (never again)" skulle spela Bond. Filmen som inte är en del av den ordinarie filmserien av produktionsbolaget Eon handlade istället om en äldre Bond då Connery var 52 år gammal under inspelningen anspelade den mycket på åldrande. Filmen innehåller inte heller James Bond titellåt eller titelöppningen med Bond i pistolpipan. Connery gick med på att ta rollen för rätten att godkänna manus och välja skådespelare samt en lön på 3 miljoner dollar och procent på filmens inkomster. Filmen presterade mycket bra på biografter men produktionen drabbades av flera problem som tvister mellan regissören och produktionsbolaget. Finansiella problem och Ian Flemings familj försökte förhindra filmen genom stämningar. Connerys stuntkoordinator, Steven Seagal bröt också vristen på Connery vilket gjorde att han fick genomgå inspelningen haltande. Han slutförde sitt åtagande till fantasyfilmen Legenden om den gröne riddaren (1984) och tog sen en paus på två år på grund av upplevelsen med Never Say Never Again.

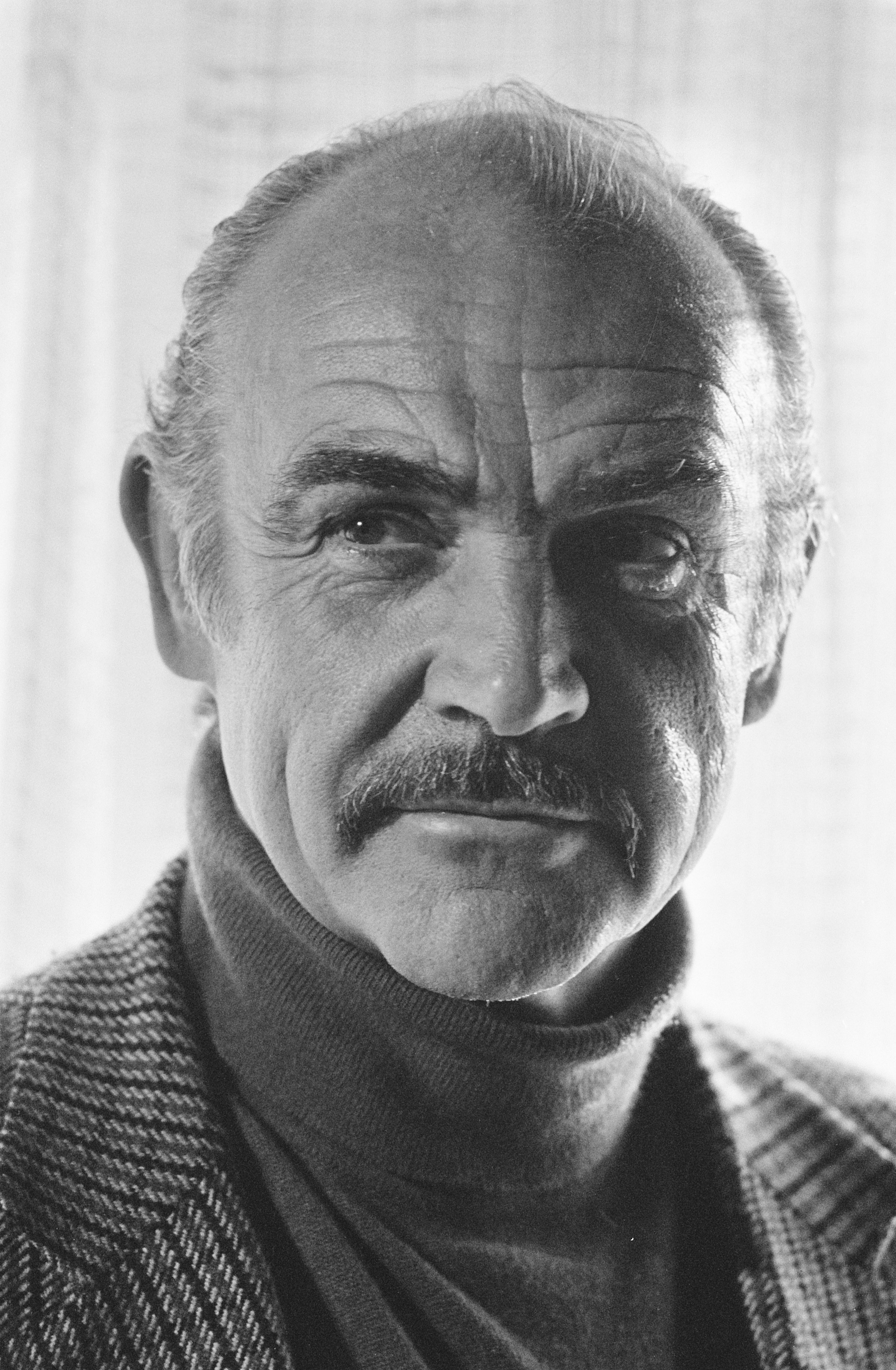
Sean Connery, 1983.

Connery återvände genom att arbeta med europeiska produktionsbolag i Rosens namn (1986) en roll som regissören Jean-Jacques Annaud först inte ville ge till en före detta James Bond då filmen, baserad på romanen med samma namn av Umberto Eco, innehåller mycket kryptiska koder och det var alldeles för lätt att övertolka 007. Filmen blev populär i Europa men skulle underprestera i USA. Den blev däremot kritikerrosad. Connery mottog en BAFTA för Bästa manliga huvudroll för sin insats och hans intresse för skådespelande återupplivades. Samma år medverkade han i en biroll i fantasyfilmen Highlander där han visade upp sin förmåga att spela mentor åt en yngre huvudroll, vilket skulle återkomma i flera roller i hans senare filmer. Även om filmen fick mediokra recensioner och presterade dåligt på biografer blev den med åren en kultfilm. Connery medverkade i Brian De Palmas gangsterfilm De omutbara (1987) som den hårdnackade polisen Jim Malone bredvid Kevin Costner. Ensemblen innehöll också skådespelare som Charles Martin Smith, Patricia Clarkson, Andy Garcia och Robert De Niro som Al Capone. Connery var den som stal uppmärksamheten enligt filmkritikern Roger Ebert: "Den bästa insatsen är den från Connery... som medför ett mänskligt element till sin karaktär; han verkar ha en existens utanför den om legenden De Omutbara och när han syns på skärmen så tror vi, kort, att förbudstiden upplevdes av människor och inte karikatyrer." Filmen blev kritikerrosad och en stor kommersiell framgång och Connery mottog en Oscar för Bästa manliga biroll. Han vann också Golden Globes i samma kategori och blev nominerad till en BAFTA.
Connery medverkade sedan i de sågade och finansiellt misslyckade filmerna Presidio - Brottsplatsen (1988) och Family Business (1989). Den sistnämnda skulle få revansch på videomarknaden. Det blev också den femte och sista filmen han arbetade med regissören Sidney Lumet som Connery ansåg vara sin favoritregissör. Respekten var ömsesidig och om Connerys insats i Kullen (1965) sade han: "Det var tydligt för mig - och de flesta regissörer - hur mycket talang och förmåga det krävs för att spela en sådan karaktär som baseras på charm och magnetism. Det är jämförbart med högt aktad komedi och han gjorde det briljant". Connery spelade titelkaraktärens far Henry Jones, Sr. i Steven Spielbergs Indiana Jones och det sista korståget (1989). Harrison Ford som spelade Indiana Jones har sagt att Connerys bidrag till manuset förbättrade filmen. "Det var imponerande att se hur djupt han dök i manuset för att utnyttja tillfällen åt sin karaktär. Hans förslag till George [Lucas] på skrivstadiet gav verkligen karaktären och filmen mer komplexitet och värde än vad manuset hade till en början." Filmen blev årets mest inkomstbringande film och fick höga betyg från kritiker. Connery blev nominerad till både BAFTA och Golden Globes Award för sin insats.

### Connerys 1990-tal och de sista rollerna
Connery följde upp succén med Indiana Jones med ytterligare en framgång med Jakten på Röd Oktober (1990) där han medverkade tillsammans med Alec Baldwin, Scott Glenn, James Earl Jones, och Sam Neill. Connery blev nominerad till en BAFTA för Bästa huvudroll. Även spionfilmen Ryska huset (1990) blev en större framgång. Det var också den första amerikanska film som fick spelas in på plats i Sovjetunionen. Han repriserade sin mentorsroll i Highlander II: The Quickening (1991) som blev brutalt sågad och till och med hånad av kritiker. Den skulle inte heller lyckas finansiellt. Men samma år återförenades han med Kevin Costner för en cameo som Kung Rikard I Lejonhjärta i årets näst mest inkomstbringande film Robin Hood: Prince of Thieves. Han medverkade bredvid Lorraine Bracco i Medicinmannen (1992) som blev sågad och Jerry Goldsmiths filmmusik fick den största uppmärksamheten. Han syntes sedan i flera, trots finansiella framgångar, sågade filmer som Blodröd sol (1993), A Good Man in Africa (1994), I sanningens tjänst (1995), Den förste riddaren (1995) och Dragonheart (1996). Han tackade nej till rollen som Kund Edward I i Braveheart (1995) för att medverka i I sanningens tjänst.

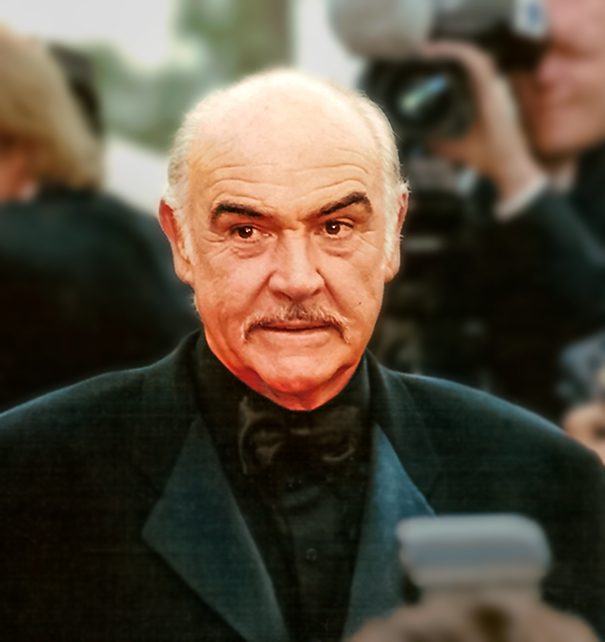
Sean Connery 1999.

Connery medverkade bredvid Nicolas Cage i sin första hyllade roll sedan Jakten på Röd Oktober i The Rock (1996) där han spelar den före detta SAS kaptenen John Patrick Mason. Filmen blev också en stor kommersiell framgång och blev årets fjärde mest inkomstbringande film. Han medverkade sedan i den stjärntätta filmen Hämnarna (1998) tillsammans med Ralph Fiennes, Uma Thurman, Jim Broadbent, Fiona Shaw och Eddie Izzard. Filmen blev ett enormt finansiellt misslyckande och brutalt sågad. Den blev nominerad till nio Golden Raspberry Awards däribland Connery som Sämsta manliga biroll. Connery gick ner i lön och ställde upp för 50 000 dollar för att filmen Sex lektioner i kärlek (1998) skulle gå ihop ekomonisk, hans inställning gjorde att de andra skådespelarna som Gillian Anderson, Angelina Jolie, Dennis Quaid och Ellen Burstyn också ställde upp för samma summa. Connery mottog BAFTA Fellowship 1998, ett pris på BAFTA-galan för sin livstidslånga prestationer inom film. Han syntes sedan bredvid Catherine Zeta-Jones i Entrapment (1999) som blev en kommersiell framgång men fick negativa betyg av kritiker. Connery tackade ja till rollen som William Forrester i Vem är Forrester? (2000) genom sin producentvän John Calley. Connery frågade sedan Gus Van Sant om inte han kunde regissera filmen och tillsammans skrev de om manuset. Connery adderade många av sina egna drag i karaktären som att bära strumpor ut och in. Filmen blev både kritikerrosad och en framgång hos biobesökare.
Connery tackade under denna tidpunkt nej till att spela Gandalf i filmtrilogin om Härskarringen (2001-2003) med anledning av att han inte förstod sig på karaktären. För rollen som Gandalf blev han erbjuden en lön på 30 miljoner dollar och 15% av filmernas vinst vilket i slutändan hade gett honom 450 miljoner dollar. Han avböjde också rollen som Albus Dumbledore i Harry Potter-filmserien (2001-2011) och Arkitekten i Matrix-filmserien (1999-2003). Istället medverkade Connery som Allan Quatermain i serietidningsfilmen The League (2003) för en lön på 17 miljoner dollar. Hans höga lön gjorde att det inte fanns utrymme till någon annan högprofilerad skådespelare. Filmen blev en kommersiell framgång men blev brutalt sågad av kritiker. Connery ansågs bära upp hela filmen, Peter Travers på Rolling Stone Magazine skrev: "Förutom Connery, som på ålderns vinter fortfarande är ett lejon, så känns inget autentiskt". De dåliga recensionerna blev särskilt frustrerande för Connery då han hade känt under hela produktionen att det inte blev bra resultat och sade att regissören Stephen Norrington borde "bli inspärrad för vansinne". Connery, som också var producent för filmen, lade mycket ansträngningar i klippningen men bestämde sig för att dra sig tillbaka från skådespelande hellre än att riskera uppleva stressen med en sådan inspelning igen.

### Pension och död

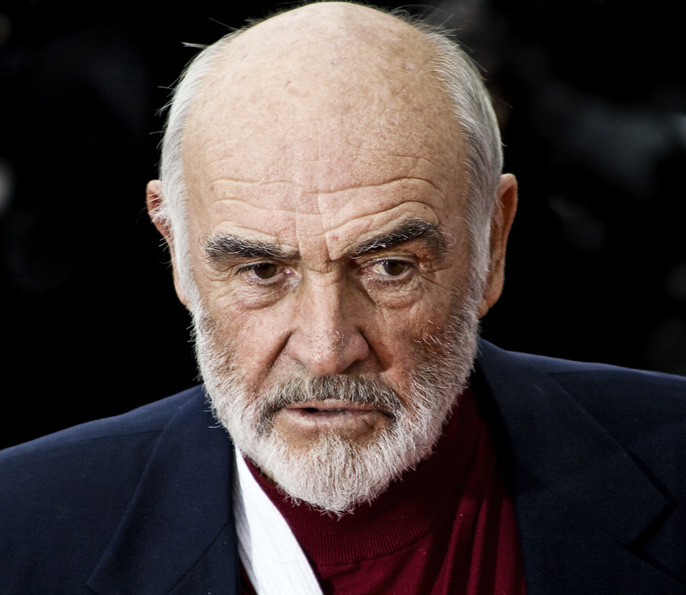
Sean Connery på Edinburgh International Film Festival, 2008.

The League (2003) blev Connerys sista skådespelande roll i en film. Men först när han mottog American Film Institute's Lifetime Achievement Award den 8 juni 2006 bekräftade han sin pension. Som anledning till sin pension har Connery sagt: "Det är idioter som gör film i Hollywood numera". Under 2007 cirkulerade det rykten att han återigen skulle spela Indiana Jones far i Indiana Jones och kristalldödskallens rike (2008). Connery dementerade ryktena med att säga: "Pensionen är bara för jäkla roligt". Han medverkade dock i de två dokumentärerna Modern Greeks: C.P. Cavafy (2007) och Ever to Excel (2012) som berättare. Han gjorde också rösten till titelkaraktären i den animerade Sir Billi (2012) som han även var producent för. Han gjorde också rösten åt James Bond i TV-spelet James Bond 007: From Russia with Love (2005). Connery uttryckte sig tacksamt och var glad över att spelbolaget Electronic Arts frågat honom.
Connery dog i sömnen, 90 år gammal den 31 oktober 2020. Han dog i sitt hem i Lyford Cay på Bahamas. Hans död annonserades av hans familj och produktionsbolaget Eon. Även om de uteslöt anledningen till dödsfallet så avslöjade hans son Jason att Connery varit sjuk en tid. Hans änka berättade sedan att Connery lidit av demens sina sista år. Tabloidtidningen TMZ kom en månad efter Connerys död över hans dödscertifikat som visade att han dog av lunginflammation och andningsuppehåll samt att han avled klockan 01.30 på natten. Hans kropp blev kremerad och askan spreds över Skottland på en hemlig plats år 2022.

## Anseende och eftermäle
När Connery avled var det många av Connerys medspelare och andra kända profiler som hedrade honom offentligt, däribland Sam Neill, Nicolas Cage, Robert De Niro, Michael Bay, Tippi Hedren, Alec Baldwin, Hugh Jackman, George Lucas, Shirley Bassey, Kevin Costner, Catherine Zeta-Jones, Barbra Streisand, John Cleese, Jane Seymour, Arnold Schwarzenegger och Harrison Ford. Även de andra James Bond skådespelarna George Lazenby, Timothy Dalton, Pierce Brosnan, Daniel Craig och familjen till avlidne Roger Moore hedrade honom. Hans livslånga vän Michael Caine kallade Connery för en: "utmärkt stjärna, briljant skådespelare och en underbar vän". Bond producenterna Michael G. Wilson och Barbara Broccoli gav ut ett uttalande som sade: "Connery har revolutionerat världen med sitt fasta och kvicka porträtt av den sexiga och karismatiska hemliga agenten. Han är utan tvivel högst ansvarig för framgångarna med filmserien och det kommer vi vara för evigt tacksamma för."
Connery blev 2004 utsedd till "den största levande skotten" i en omröstning för tidningen Sunday Herald. En undersökning gjord 2011 av  EuroMillions utsåg honom till "Skottlands största levande nationalskatt." År 2010 restes en bronsstaty av Connery utanför den skotska klubben i Tallinn i Estland. En klubb vars medlemmar är estniska skotofiler och landsförvisade skottar. Han har också utsetts till "Årets sexigaste man" 1989 och "Århundradets sexigaste man" 1999 av People Magazine. Connery innehar rekordet, tillsammans med Roger Moore, om flest porträtt av James Bond med sju filmer. Time Magazine observerade 1965: "James Bond har utvecklats till den största masskulthjälten av deccenniet.
År 2024 introducerade Edinburgh International Film Festival ett pris i Connerys ära. Sean Connery Prize for Feature Filmmaking Excellence tilldelas den av tio utvalda filmer som röstas fram av publiken av de filmer som haft premiär på festivalen. Vinnaren tilldelas 50.000 pund.
Asteroiden 13070 Seanconnery är uppkallad efter honom.

## Privatliv
Connery ägde sedan 1979 spa och golf resorten Domaine de Terre Blanche i Tourrettes i Frankrike. 1999 sålde han det till den tyska miljardären  Dietmar Hopp. Under 1990-talet köpte han en herrgård i Lyford Cay på Bahamas. Han ägde också en villa i Kranídi i Grekland. Hans granne var kung Willem-Alexander av Nederländerna, som tillsammans delade på en helikopterplattform.
Den 5 juli 2000 blev Connery dubbad till riddare av drottning Elizabeth II under en ceremoni på Palace of Holyroodhouse i Edinburgh. Han hade varit nominerad till dubbning 1997 och 1998 men politikern Donald Dewar hade lagt in sitt veto med anledning av Connerys politiska ställningstaganden.

### Relationer

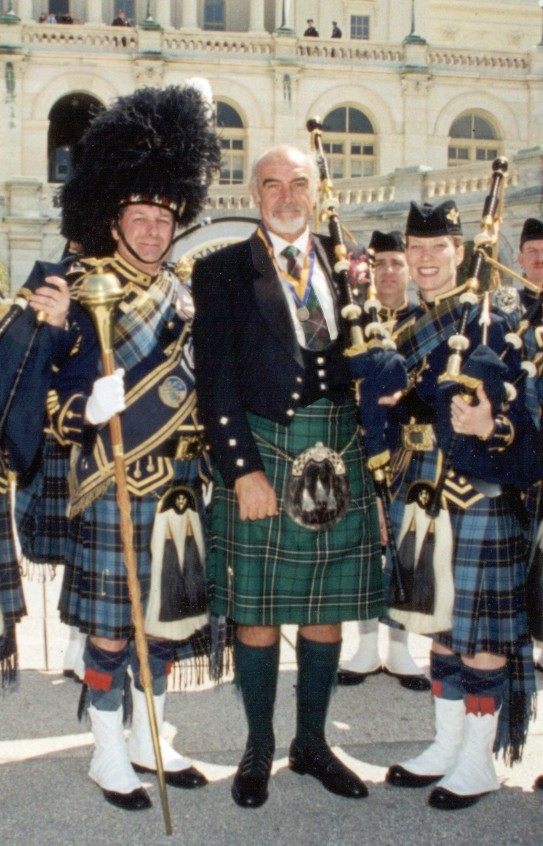
Connery på Tartandagen i Washington D.C. iförd sin tartanmönstrade kilt i svart och grönt efter moderns klan McLeod.

Connery ingick under sin medverkan i musikalen South Pacific en relation med Carol Sopel, en judisk flicka vars familj inte tyckte de skulle träffas och jagade bort Connery. Han träffade sedan Julie Hamilton, dotter till dokumentärregissören och feministen Jill Craigie. Enligt egen utsago ska Hamilton till en början tyckt Connery varit en förfärligt person och fann inte honom attraktiv alls, tills hon såg honom i kilt vilket hon tyckte var det vackraste hon någonsin hade sett. Han hade också en besvarad flört med jazzsångerskan Maxine Daniels men det blev aldrig något då hon var lyckligt gift.
Connery gifte sig med skådespelaren Diane Cilento 1962 och skilde sig 1974, även om de hade separerat redan 1971. Paret fick 1963 sonen Jason Joseph tillsammans. Under deras separation träffade Connery flera kvinnor däribland Dyan Cannon, Jill St. John, Lana Wood, Carole Mallory, och Magda Konopka. I sin självbiografi från 2006 påstod Cilento att Connery hade misshandlat henne både fysiskt och psykiskt under deras förhållande. Connery förnekade anklagelserna men ställde in ett framträdande i det Skotska parlamentet i samband med kontroverserna. Det kom också fram att han under åren gjort uppmärksammade uttalanden om kvinnor. I Playboy sade han 1965: "Jag tycker inte det är är något särskilt fel i att slå en kvinna, men jag rekommenderar att du inte slår dem på samma sätt du skulle slå en man." I Variety sade han 1993: "Det finns kvinnor som tänjer på gränserna. Som söker upp den ultimata konfrontationen. De vill ha en smäll." Men 2006 sade han i The Times: "Jag tycker inte att någon form av våld mot kvinnor är motiverat under några som helst omständigheter."
Connery var gift med den marockansk-franska konstnären Micheline Roquebrune (född 1929) från 1975 fram till Connerys död. Äktenskapet överlevde en väl dokumenterad otrohetsaffär som Connery hade i slutet av 1980-talet med sångerskan Lynsey de Paul. Lynsey de Paul har senare sagt att hon ångrar affären efter Connerys syn på kvinnovåld.
Skådespelaren Michael Caine var bland Connerys närmsta vänner.

### Politisk åskådning
Connerys skotska rötter och hans medverkan i filmer som spelades in i Glasgows hamnar inspirerade honom att bli medlem i mitten-vänsterpartiet Scottish National Party (SNP). Ett parti som står för Skottlands självständighet från Storbritannien. 2011 sade Connery: "The Bowler and the Bunnet var bara början på en resa som skulle sammanföra mig med Scottish National Party". Connery stöttade både finansiellt och att kampanja för partiet. 1967 skrev han i ett brev till partimedlemmen George Leslie: "Jag är övertygad om att med våra resurser och skicklighet så är vi mer än kapabla att bygga ett välmående, kraftfullt och modernt självstyrande Skottland som vi alla kan vara stolta över och som kommer förtjäna respekt bland andra nationer." Hans finansiella stöd slutade till partiet 2001 då Storbritanniens parlament införde en lag som förbjöd att politiska aktiviteter fick stöd från utlandet.

### Skatteflykting
Connery anklagades för att vara en skatteflykting när han flyttade till Bahamas. I ett försök att motbevisa anklagelserna gjorde Connery 2003 sina deklarationer offentliga gällande åren 1997, 1998, 2002 och 2003 vilket bevisade att han betalat 3,7 miljoner pund i skatt. Kritiker menade att hans skatt borde vara mycket högre. Inför folkomröstningen om skotsk självständighet 2014 meddelade Connerys bror Neil att han inte kommer till Skottland för att kampanja i några evenemang i stöd till Ja-sidan av omröstningen då hans status som skatteflykting begränsade hur många dagar han fick befinna sig i landet. När Connery sålde sitt hus i Marbella 1999 blev Connery utsatt för en utredning av Spanska myndigheter då de misstänkte att Connery var skyldiga dem 5,5 miljoner pund. Alla anklagelser mot Connery lades ner men hans fru och 16 andra inblandade blev dömda för skattebrott.

### Hobbies
Connery var under sin uppväxt ett stort fan av fotbollslaget Celtic FC precis som hans far. Senare skulle han bli en supporter av lagets största rivaler Rangers FC efter att ha blivit vän med lagets ordföranden David Murray. Han var en angelägen golfare sedan hans vän Iain Stewart introducerade honom för sporten. Det brittiska golfproffset Peter Alliss gav Connery golflektioner innan inspelningen av James Bond filmen Goldfinger (1964) vilken hade en golfscen där Bond spelar mot filmens antagonist Auric Goldfinger på Stoke Park golfklubben i Buckinghamshire. I scenen syntes han i en tröja av märket Slazenger, vilket skulle bli en vanlig syn att se Connery i även i verkligheten. Golfproffset och golfbanedesignern Jack Nicklaus har sagt om Connerys golfande: "Han älskade golf - Sean var en jäkligt bra golfare! - och vi spelade ihop flera gånger. I maj 1993 hjälpte Sean och legendar föraren Jackie Stewart mig att designa PGA Centenary Course i Gleneagles i Skottland."

## Filmografi

### Film
| År   | Titel                                 | Roll                             | Notering                  |
| ---- | ------------------------------------- | -------------------------------- | ------------------------- |
| 1954 | Blixtrande kär                        | Statist                          | Okrediterad               |
| 1956 | The Condemned                         | Olika roller                     | TV-film                   |
| 1957 | Utan återvändo                        | "Spike"                          |                           |
| 1957 | Rattens desperados                    | Johnny Kates                     |                           |
| 1957 | Requiem for a Heavyweight             | Mountain McLintock               | TV-film                   |
| 1957 | Öster om Otranto                      | Mike                             |                           |
| 1957 | Kamp för livet                        | Svetsare #1                      |                           |
| 1958 | Kärlek och fruktan                    | Mark Trevor                      |                           |
| 1958 | Women in Love                         | Johnnie                          | TV-film                   |
| 1958 | Titanics undergång                    | Besättningsman på däck           | Okrediterad               |
| 1959 | Darby O'Gill och småfolket            | Michael McBride                  |                           |
| 1959 | Tarzans största äventyr               | O'Bannion                        |                           |
| 1960 | Without the Grail                     | Innes Corrie                     |                           |
| 1961 | Adventure Story                       | Alexander den Store              | TV-film                   |
| 1961 | Anna Karenina                         | Greve Alexis Vronsky             | TV-film                   |
| 1961 | Macbeth                               | Macbeth                          | TV-film                   |
| 1962 | Den längsta dagen                     | Pvt. Flanagan                    |                           |
| 1962 | Agent 007 med rätt att döda           | James Bond                       |                           |
| 1963 | Agent 007 ser rött                    | James Bond                       |                           |
| 1964 | Goldfinger                            | James Bond                       |                           |
| 1964 | Marnie                                | Mark Rutland                     |                           |
| 1964 | Dubbelspel                            | Anthony "Tony" Richmond          |                           |
| 1965 | Kullen                                | Joe Roberts                      |                           |
| 1965 | Åskbollen                             | James Bond                       |                           |
| 1966 | En ung värld                          | Sig själv                        | Cameo                     |
| 1966 | En skön galenskap                     | Samson Shillitoe                 |                           |
| 1967 | Man lever bara två gånger             | James Bond                       |                           |
| 1967 | The Bowler and the Bunnet             | Sig själv                        | Dokumentär, även regissör |
| 1968 | Shalako                               | Shalako                          |                           |
| 1969 | Det röda tältet                       | Dr. Roald Amundsen               |                           |
| 1969 | Male of the Species                   | MacNeil                          | TV-film                   |
| 1969 | BBC Sunday Night Theatre              | MacNeil                          | TV-film                   |
| 1970 | Helvetets förgård                     | Jack Kehoe                       |                           |
| 1971 | Bandet                                | Duke Anderson                    |                           |
| 1971 | Diamantfeber                          | James Bond                       |                           |
| 1972 | España campo de golf                  | Sig själv                        | Kortfilm                  |
| 1973 | Övergreppet                           | Johnson                          |                           |
| 1974 | Zardoz                                | Zed                              |                           |
| 1974 | Bombhotet                             | Tahlvik                          |                           |
| 1974 | Mordet på Orientexpressen             | Överste Arbuthnot                |                           |
| 1975 | The Dream Factory                     | Sig själv                        | Dokumentär                |
| 1975 | Vinden och lejonet                    | Ahmed ben Mohammed el-Raisuli    |                           |
| 1975 | Mannen som ville bli kung             | Daniel Dravot                    |                           |
| 1976 | Robin Hood – äventyrens man           | Robin Hood                       |                           |
| 1976 | Nästa offer                           | Khalil Abdul-Muhsen              |                           |
| 1977 | En bro för mycket                     | Generalmajor Roy Urquhart        |                           |
| 1978 | Det stora tågrånet                    | Edward Pierce / John Simms       |                           |
| 1979 | Meteor                                | Dr. Paul Bradley                 |                           |
| 1979 | Cuba                                  | Major Robert Dapes               |                           |
| 1981 | Outland                               | Marshal William T. O'Niel        |                           |
| 1981 | Time Bandits                          | Kung Agamemnon / Brandman        |                           |
| 1982 | G'olé!                                | Berättare                        | Dokumentär                |
| 1982 | Fem dagar en sommar                   | Douglas Meredith                 |                           |
| 1982 | En sekund före noll                   | Patrick Hale                     |                           |
| 1983 | Sean Connery's Edinburgh              | Sig själv                        | Dokumentär                |
| 1983 | Never Say Never Again                 | James Bond                       |                           |
| 1984 | Legenden om den gröne riddaren        | Den gröne riddaren               |                           |
| 1986 | Highlander                            | Juan Sanchez Villa-Lobos Ramirez |                           |
| 1986 | Rosens namn                           | William av Baskerville           |                           |
| 1987 | De omutbara                           | Jim Malone                       |                           |
| 1988 | Presidio - Brottsplatsen              | Överstelöjtnant Caldwell         |                           |
| 1988 | Memories of Me                        | Sig själv                        | Cameo                     |
| 1989 | Indiana Jones och det sista korståget | Henry Jones, Sr.                 |                           |
| 1989 | Family Business                       | Jessie McMullen                  |                           |
| 1990 | Jakten på Röd Oktober                 | Kapten Marko Ramius              |                           |
| 1990 | Ryska huset                           | Barley                           |                           |
| 1991 | Highlander II: The Quickening         | Juan Sánchez Villa-Lobos Ramírez |                           |
| 1991 | Robin Hood: Prince of Thieves         | Kung Rikard I Lejonhjärta        | Cameo                     |
| 1992 | Medicinmannen                         | Dr. Robert Campbell              |                           |
| 1993 | Blodröd sol                           | John Connor                      | Även producent            |
| 1994 | A Good Man in Africa                  | Dr. Alex Murray                  |                           |
| 1995 | I sanningens tjänst                   | Paul Armstrong                   | Även producent            |
| 1995 | Den förste riddaren                   | King Arthur                      |                           |
| 1996 | The Rock                              | John Patrick Mason               | Även producent            |
| 1996 | Dragonheart                           | Draco                            | Röstroll                  |
| 1998 | Hämnarna                              | Sir August de Wynter             |                           |
| 1998 | Sex lektioner i kärlek                | Paul                             |                           |
| 1999 | Entrapment                            | Robert 'Mac' MacDougal           | Även producent            |
| 2000 | Vem är Forrester?                     | William Forrester                | Även producent            |
| 2003 | The League                            | Allan Quatermain                 | Även producent            |
| 2007 | Modern Greeks: C.P. Cavafy            | Berättare                        | Dokumentär                |
| 2012 | Sir Billi                             | Sir Billi                        | Röstroll, även producent  |
| 2012 | Ever to Excel                         | Berättare                        | Dokumentär                |

### TV
| År        | Titel                    | Roll                        | Notering                                          |
| --------- | ------------------------ | --------------------------- | ------------------------------------------------- |
| 1956      | Dixon of Dock Green      | Joe Brasted                 | Avsnitt: "Ladies of the Manor"                    |
| 1956      | Sailor of Fortune        | Achmed                      | Avsnitt: "The Crescent and the Star"              |
| 1957      | The Jack Benny Program   | Hotellportier               | Avsnitt: "Jack and Mary in Rome"                  |
| 1957      | BBC Sunday Night Theatre | Harlan "Mountain" McClintok | Avsnitt: "Blood Money"                            |
| 1957      | ITV Television Playhouse | Mat Burke                   | Avsnitt: "Anna Christie"                          |
| 1958      | Armchair Theatre         | Uppträdare                  | Avsnitt: "The Boy with Meat Axe"                  |
| 1959      | Disneyland               | Michael MacBride            | Avsnitt: "I Captured the King of the Leprechauns" |
| 1959-1960 | ITV Play of the Week     | Olika roller                | 4 avsnitt                                         |
| 1960      | BBC Sunday Night Theatre | Julien                      | Avsnitt: "Colombe"                                |
| 1960      | An Age of Kings          | Harry Hotspur               | 5 avsnitt                                         |
| 2003      | Freedom: A History of US | John Muir                   | Avsnitt: "Yearning to Breathe Free"               |

### Teater
| År        | Titel                    | Roll                                                       | Teater                                                                           |
| --------- | ------------------------ | ---------------------------------------------------------- | -------------------------------------------------------------------------------- |
| 1952-1954 | South Pacific            | Kör / Marine Cpl. Hamilton Steeves / Lieutenant Buzz Adams | Bristol Hippodrome, Bristol / Turné / Opera House, Manchester                    |
| 1954      | Åklagarens vittne        | Okänd roll                                                 | Q Theatre, London                                                                |
| 1955      | Point of Departure       | Okänd roll                                                 | Q Theatre, London                                                                |
| 1955      | A Witch in Time          | Robert Callender                                           | Q Theatre, London                                                                |
| 1955      | Backanterna              | Pentheus                                                   | Oxford Playhouse, Oxford                                                         |
| 1959      | The Sea Shell            | Stephen Mitchell                                           | King's Theatre, Edinburgh / Theatre Royal, Newcastle                             |
| 1960      | Anna Christie            | Matt Burke                                                 | Oxford Playhouse, Oxford                                                         |
| 1962      | Judith                   | Okänd roll                                                 | Her Majesty's Theatre, London                                                    |
| 1966-1967 | Volpone                  | Presenterare                                               | Oxford Playhouse, Oxford / Garrick Theatre, London                               |
| 1969-1970 | I've Seen You Cut Lemons | Enbart regissör                                            | Fortune Theatre, London / New Theatre, Oxford                                    |
| 1996-2003 | Art                      | Enbart producent                                           | Wyndham's Theatre, London / Whitehall Theatre, London / Royale Theatre, New York |